# Верджате
Верджа̀те (на италиански: Vergiate; на ломбардски: Vergiàa, Верджаа) е градче и община в Северна Италия, провинция Варезе, регион Ломбардия. Разположено е на 270 m надморска височина. Населението на общината е 8708 души (към 2018 г.).